# ウォーレン・ムーン
ハロルド・ウォーレン・ムーン（Harold Warren Moon、1956年11月18日 - ）は、アメリカ合衆国カリフォルニア州ロサンゼルス出身の元アメリカンフットボール選手。ポジションはクォーターバック（QB）。現役時は、カナディアン・フットボール・リーグ(CFL)のエドモントン・エスキモーズやナショナル・フットボール・リーグ(NFL)のヒューストン・オイラーズ（現、テネシー・タイタンズ）などに在籍した。

## 概要
ムーンは、NFLドラフトに選出されず、カナダでプロのキャリアをスタートさせた。CFLでの6シーズンの活躍により、1984年にNFLのヒューストン・オイラーズ（現在のテネシー・タイタンズ）に移籍した 。オイラーズで10シーズンを過ごした後は、ミネソタ・バイキングス、シアトル・シーホークス、カンザスシティ・チーフスで短期間に複数年を過ごした後、2000年に44歳で引退した。
ムーンは引退時、いくつかのグリディロン・フットボール（ノース・アメリカン・フットボール）のパス記録を持っていた。CFLではグレイ・カップを5回獲得したものの、NFLではプレーオフのディビジョンラウンドを超えたことすらなく、NFLでの17年間で一度もスーパーボウルに出場したことはない。2006年にプロフットボール殿堂入りを果たした。これは、アフリカ系アメリカ人初のクォーターバックであり、ドラフト外のクォーターバックとしては初のことだった。

## 経歴

### 幼少期から高校時代
1956年、カリフォルニア州ロサンゼルスで6人兄弟の真ん中として生まれる。父のハロルドは労働者で、ムーンが7歳の時に肝臓病で亡くなった。母のパットは看護師で、ウォーレン自身は料理、裁縫、アイロン、家政婦などの家事を学び、家族の世話をしていた。家族を助けるために働かなければいけなかった事情から、早くから高校ではアメリカンフットボールのみをプレーすると決めていた。
母の友人の住所を利用してロサンゼルスのアレキサンダー・ハミルトン高校に入学した。ムーンは2年間、ほとんどプレーできていなかったが、代表チームの先発クォーターバックを引き継いだ。1973年、3年になって市のプレーオフに出場し、市のオールチームに選出された。

### 大学時代
ムーンは、2年制カレッジのウエスト・ロサンゼルス・カレッジに通い、1974年には1年生として記録的なクォーターバックとして活躍したが、4年制大学の中では一部の大学のみが彼との契約に関心を示していた。しかし、ワシントン大学（シアトル）のオフェンシブ・コーディネーターのディック・セスニアックは、ムーンとの契約を熱望していた。ムーンはクォーターバックをプレイすることにこだわっていたが、ムーン自身が他のポジションでプレーするためのサイズ、スピード、強さのいずれかが足りていない、おそらく平均以上のアスリートであると考えていた。
1975年にワシントン大学に移った。新ヘッドコーチのドン・ジェームズの下では、ムーンがスターターを務めた最初の2シーズンは11勝11敗だったが、ムーンが4年生となった1977年にはチームをPac-8のタイトルと、ローズボウルでミシガン大学を27-20の逆転勝利に導いた。 ムーンは2本の短いタッチダウンランと、第3クォーターにワイドレシーバーのロバート・"スパイダー "・ゲインズへの28ヤードのタッチダウンパスで、このゲームのMVPに選ばれた。

#### 大学時代の通算成績
| 年度 | チーム     | 成功 回数 | 試投 回数 | 成功 確率 | 獲得 ヤード | TD | Int |
| ---- | ---------- | --------- | --------- | --------- | ----------- | -- | --- |
| 1975 | ワシントン | 48        | 112       | 39.0      | 587         | 2  | 2   |
| 1976 | ワシントン | 81        | 175       | 46.3      | 1,106       | 6  | 8   |
| 1977 | ワシントン | 125       | 223       | 56.3      | 1,772       | 12 | 9   |
| 合計 | 合計       | 254       | 510       | 49.8      | 3,465       | 20 | 19  |

### カナディアン・フットボール時代
大学での活躍にもかかわらず、ムーンは1978年のNFLドラフトで選ばれることはなかった。NFLでは相手にされなかったため、カナダのカナディアン・フットボール・リーグにてプレーすることを模索する。同年、エドモントン・エスキモーズと契約し、プロのプレーヤーとなった。トム・ウィルキンソンと共にシグナルコールを担当し、第66回グレイ・カップで優勝を果たして以降、第67回（1979年）、第68回（1980）、第69回（1981）、第70回（1982）とエスキモーズを記録的な5連覇に導いた 。 ムーンは1980年と1982年の試合でグレイ・カップMVPを受賞した。1982年シーズンでは、パス獲得ヤードをきっちり5,000ヤードに到達させ、プロのクォーターバックとして初めて1シーズンで5,000ヤードのパスをした選手となった。
1983年は、CFL最後のシーズンとなった。リーグ記録となる5,648ヤードを投げ、CFL最優秀選手賞を受賞した。しかし、シーズンは8勝8敗となり、チームにとってはそれほど成功したシーズンではなかった。レギュラーシーズン最終週、カルガリー・スタンピーダーズが最下位のサスカチュワン・ラフライダーズに敗れなければ、かろうじてプレーオフ進出を逃していた。しかし、エスキモーズは敵地インベスターズ・グループ・フィールドで行われた、西地区準決勝のウィニペグ・ブルーボマーズ戦で大敗し、シーズンを終えた。
ムーンは、CFLでの6年間でパス試投2,382回、パス成功1,369回で成功率57.4パーセント、獲得ヤード21,228ヤード、144回のタッチダウンパスを達成した。また、ポストシーズン10試合中9試合でチームを勝利に導いた（くしくも敗北した試合は1983年の最後のみとなった）。引退後の2001年にはカナディアン・フットボール殿堂に殿堂入りし、エスキモーズの「ウォール・オブ・オナー」にも選出された。] 2006年にはカナダのスポーツネットワークThe Sports Networkが発表した「TSN Top 50 CFL Players」のリストで5位にランクインした。

### NFL時代
ムーンのNFLでの所属は、1982年までのエスキモーズのヘッドコーチだったヒュー・キャンベルヘッドコーチ率いるヒューストン・オイラーズが入札戦争を起こし、勝ち取った。 1983年に先発クォーターバックになる予定だったジフォード・ニールセンは、ムーンがチームに加わった後に引退し、ムーンがスターターになることは避けられないと述べた。 
ムーンは難しい調整期間を過ごしたが、1984年の初シーズンでフランチャイズ記録となる3338ヤードを記録した。しかし、キャンベルは8勝22敗という成績で、1985年のシーズンを終える前にチームを去った  。翌1986年、キャンベルの後を継いだジェリー・グランビルヘッドコーチが、ムーンの強力な腕力を最大限に活用する方法を見つけたとき、チームは徐々に勝ち数を増やし始めた。1987年シーズンは、選手ストライキのためにレギュラーシーズンの第3週が廃止されたために短縮されたが、オイラーズはシーズン9勝6敗を記録し、1980年シーズン以来となるプレーオフ出場を果たした。ポストシーズン初戦のワイルドカードラウンドでは、延長戦にもつれ込んだ末、237ヤードを獲得しタッチダウンパスをしたムーンの活躍もあり、23-20で勝利した。
1989年のシーズン前、ムーンは5年1000万ドルの契約延長にサインし、当時のNFLの最高給選手となった。1990年、ムーンは4,689ヤードを獲得し同年のリーグ最高を記録した。また、試投回数584、成功回数362、タッチダウン数33でもリーグ最高を記録し、1シーズンに9回の300ヤード超えを達成し、ダン・マリノの記録に並んだ。また、1990年12月16日のカンザスシティ・チーフス戦では527ヤードに達し、パス獲得ヤードのNFL歴代2位の記録に並んだ。 翌1991年には4,690ヤードを記録し、再び同年のリーグ最高を記録した。同時に、マリノ、ダン・ファウツに並び、シーズン4,000ヤードを2年連続で記録したクォーターバックとなった。 また、同シーズンでは、試投回数655と成功回数404のNFL新記録（どちらも当時）を樹立した。
1992年は怪我の影響もあり、11試合しか出場しなかったが、それでもオイラーズはシーズン最終戦でのバッファロー・ビルズへの勝利を含む10勝6敗を記録し、6年連続でプレーオフに出場した。プレーオフ初戦、オイラーズは2週間前にレギュラーシーズンで戦ったばかりのビルズと再び対戦した。前半にムーンの222パスヤードと4つのタッチダウンがあり、オイラーズは28-3でリードした。後半、ビルズのクォーターバック フランク・ライクの第3クォーター最初のパスがインターセプトされ、そのままタッチダウンとなり35-3と点差が広がった。しかし、ここからビルズは大逆襲となる5連続のタッチダウンを決め、35-38と逆転する。ムーンは、試合終了まであと1秒でフィールドゴールを決め、38-38と同点になり、オーバータイムに突入した。ムーンは、パスがインターセプトされ、ビルズのキッカー スティーブ・クリスティがフィールドゴールを決め、ビルズが勝利した。この日は、「NFL史上最大のカムバック勝利」として、NFLファンの間ではザ・カムバックと呼ばれ語り継がれている。ムーンはこの試合を36回のパス成功、パス獲得371ヤード、タッチダウン4回、インターセプト2回で終えた。一試合での36回のパス成功はNFLポストシーズンの記録となった。
1993年は開幕後の5試合で1勝4敗と苦戦したにもかかわらず、その後チームは敗れることなく12勝4敗を達成し、AFC中地区で優勝した。しかし、ディビジョナルプレーオフでジョー・モンタナ擁するカンザスシティ・チーフスに28-20で敗れシーズンを終えた。この年のオイラーズは、ムーンの在籍期間で最も良いシーズンであったが、このシーズンでムーンはチームを去ることになる。
ムーンはオイラーズで70勝というフランチャイズ記録を打ち立てたが、これはチームがテネシー・タイタンズになってからずっと後の2004年にスティーブ・マクネアが破るまで続いていた。また、パスタッチダウン、パスヤード、パス試行回数、パス成功回数のフランチャイズリーダーとしてオイラーズを去ったが、これらの記録は全て今日まで続いている。
1993年シーズン終了後にミネソタ・バイキングスにトレードされる。バイキングスでの最初の2シーズンはそれぞれ4,200ヤード以上のパスを記録したが、1996年はシーズン途中に鎖骨を骨折してしまい、半数の試合を欠場した。バイキングスはその後、クォーターバックをブラッド・ジョンソンが務めることになり、ムーンはジョンソンのバックアップとして380万ドルの契約を持ちかけられるものの拒否し、リリースされる。
ムーンはその後、シアトル・シーホークスとフリーエージェントとして契約した。1997年はプロボウルに出場して、プロボウルMVPに選ばれた。シアトルで2年間過ごした後、1999年からはバックアップ要員としてカンザスシティ・チーフスとフリーエージェントとしての契約をした。チーフスでは2年間でわずか3試合の出場にとどまり、44歳でとなった2001年1月に現役引退を発表した。 2000年10月22日のセントルイス・ラムズ戦でのトロイ・ドレイトンへの8ヤードのパスが、ムーンの291回目となる最後のタッチダウンパスとなったが、この試合はチーフスが54-34で前年の優勝チームに勝った試合だった。
ムーンは9度、プロボウルに出場した（1988年～1995年、1997年）。ムーンのNFLとCFLの統計を合わせると、9,205回のパス試投で5,357回の成功、70,553ヤードの獲得と435回のタッチダウンというアメリカンフットボール史でも類のない数字となる。CFLの統計を引いたNFLのみの統計を見ても、49,325ヤードの獲得に3,988回のパス成功、291回のタッチダウンパス、ランでは1,736ヤード獲得と22回のタッチダウンとなりムーンの数字は例外的と言える。ムーンはまた、ファンブルリカバーの最多記録（56回）とファンブル回数の最多記録（162回）のNFL記録を保持していたが、2010年にブレット・ファーヴがこれを上回った。 

### 引退後
引退後はシーホークスでテレビとラジオの両方で放送キャスターを務めていた。ラジオでは、シーホークスの元レシーバーのスティーブ・レイブルとプレイバイプレイ・アナウンサーを務めている。2006年、ムーンは初のカナディアン・フットボール殿堂兼任、初のドラフト非選出クォーターバック、初のアフリカ系アメリカ人クォーターバックとして、殿堂入り資格取得初年度にプロフットボール殿堂に選出された。2006年10月1日、タイタンズはダラス・カウボーイズ戦でのハーフタイムで、ムーンの背番号1を永久欠番に指定した。。2014年、シーホークスの放送キャスターとして自身初のスーパーボウル優勝リングを手に入れた。
ムーンは、2011年NFLドラフトの一番の目玉選手であったキャム・ニュートンを指導し、著名なアフリカ系アメリカ人クォーターバックとしての彼らの共通の経験をほのめかしている。しかし、2017年12月にセクハラで訴えられた後、スポーツキャスターとしての地位を無期限に停止された。

## 人物
ムーンは1981年に、16歳の頃からの知人フェリシア・ヘンドリックスと結婚した。1994年、元バイキングスのチアリーダーが、ムーンからセクハラを受けたと告発し、裁判の末、解決した。1995年、ムーンは自宅で妻と事件を起こし逮捕された。ウォーレンにはサッカー選手である息子ライケンと、ダンサーの娘ブレアがいる。 ムーンは妻が暴力を振るったことと、妻に拘束されそうになっていたことを証言し、無罪となった。 ムーン夫婦は2001年に離婚した。 彼らには、テュレーン大学の女子バレーボールチームのメンバーだった娘のブレアを含む4人の子供がいる。2005年にマンディ・リッターと結婚している。
ムーンは映画「エニイ・ギブン・サンデー」にニューヨーク出身のヘッドコーチとしてカメオ出演している。
2007年、シアトル郊外のカークランドで飲酒運転の疑いで逮捕された。警察署で行った呼気中アルコール濃度が0.07以下であったため、容疑は第一級過失運転に減額された。ムーンは過失運転の罪を認め、40時間の社会奉仕活動の刑に処せられた。
2017年、ムーンは元パーソナルアシスタントから、セクハラを受けたとして訴えられたが、この訴訟は2019年に和解した。

## 詳細情報

### 年度別成績

#### レギュラーシーズン
| 年度      | チーム    | 背 番 号  | 試合 | 試合 | パス      | パス      | パス      | パス        | パス             | パス | パス | パス   | パス          | パス          | ラン      | ラン        | ラン             | ラン | ファンブル    | ファンブル |
| 年度      | チーム    | 背 番 号  | 出場 | 先発 | 成功 回数 | 試投 回数 | 成功 確率 | 獲得 ヤード | 平均 獲得 ヤード | TD   | Int  | サック | サック ヤード | レイテ ィング | 試行 回数 | 獲得 ヤード | 平均 獲得 ヤード | TD   | ファン ブル数 | ロスト     |
| --------- | --------- | --------- | ---- | ---- | --------- | --------- | --------- | ----------- | ---------------- | ---- | ---- | ------ | ------------- | ------------- | --------- | ----------- | ---------------- | ---- | ------------- | ---------- |
| 1978      | EDM       | 1         | 15   | --   | 89        | 173       | 51.4      | 1,112       | 6.4              | 5    | 7    | --     | --            | 64.5          | 30        | 114         | 3.8              | 1    | --            | --         |
| 1979      | EDM       | 1         | 16   | --   | 149       | 274       | 54.4      | 2,382       | 8.7              | 20   | 12   | --     | --            | 89.7          | 56        | 156         | 2.7              | 2    | --            | --         |
| 1980      | EDM       | 1         | 16   | --   | 181       | 331       | 54.7      | 3,127       | 9.4              | 25   | 11   | --     | --            | 98.3          | 55        | 352         | 6.4              | 1    | --            | --         |
| 1981      | EDM       | 1         | 15   | --   | 237       | 378       | 62.7      | 3,959       | 10.5             | 27   | 12   | --     | --            | 108.6         | 50        | 298         | 6.0              | 3    | --            | --         |
| 1982      | EDM       | 1         | 16   | 16   | 333       | 562       | 59.2      | 5,000       | 8.9              | 36   | 16   | --     | --            | 98.0          | 54        | 259         | 4.8              | 4    | --            | --         |
| 1983      | EDM       | 1         | 16   | 16   | 380       | 664       | 57.2      | 5,648       | 8.5              | 31   | 19   | --     | --            | 88.9          | 95        | 527         | 6.2              | 3    | --            | --         |
| 1984      | HOU       | 1         | 16   | 16   | 259       | 450       | 57.6      | 3,338       | 7.4              | 12   | 14   | 47     | 371           | 76.9          | 58        | 211         | 3.6              | 1    | 0             | 0          |
| 1985      | HOU       | 1         | 14   | 14   | 200       | 377       | 53.1      | 2,709       | 7.2              | 15   | 19   | 46     | 366           | 68.5          | 39        | 130         | 3.3              | 0    | 0             | 0          |
| 1986      | HOU       | 1         | 15   | 15   | 256       | 488       | 52.5      | 3,489       | 7.1              | 13   | 26   | 41     | 332           | 62.3          | 42        | 157         | 3.7              | 2    | 0             | 0          |
| 1987      | HOU       | 1         | 12   | 12   | 184       | 368       | 50.0      | 2,806       | 7.6              | 21   | 18   | 25     | 198           | 74.2          | 34        | 112         | 3.3              | 3    | 0             | 0          |
| 1988      | HOU       | 1         | 11   | 11   | 160       | 294       | 54.4      | 2,327       | 7.9              | 17   | 8    | 12     | 120           | 88.4          | 33        | 88          | 2.7              | 5    | 0             | 0          |
| 1989      | HOU       | 1         | 16   | 16   | 280       | 464       | 60.3      | 3,631       | 7.8              | 23   | 14   | 35     | 267           | 88.9          | 70        | 268         | 3.8              | 4    | 0             | 0          |
| 1990      | HOU       | 1         | 15   | 15   | 362       | 584       | 62.0      | 4,689       | 8.0              | 33   | 13   | 36     | 252           | 96.8          | 55        | 215         | 3.9              | 2    | 0             | 0          |
| 1991      | HOU       | 1         | 16   | 16   | 404       | 655       | 61.7      | 4,690       | 7.2              | 23   | 21   | 23     | 174           | 81.7          | 33        | 68          | 2.1              | 2    | 11            | 0          |
| 1992      | HOU       | 1         | 11   | 10   | 224       | 346       | 64.7      | 2,521       | 7.3              | 18   | 12   | 16     | 105           | 89.3          | 27        | 147         | 5.4              | 1    | 7             | 2          |
| 1993      | HOU       | 1         | 15   | 14   | 303       | 520       | 58.3      | 3,485       | 6.7              | 21   | 21   | 34     | 218           | 75.2          | 48        | 145         | 3.0              | 1    | 13            | 6          |
| 1994      | MIN       | 1         | 15   | 15   | 371       | 601       | 61.7      | 4,264       | 7.1              | 18   | 19   | 29     | 235           | 79.9          | 27        | 55          | 2.0              | 0    | 9             | 2          |
| 1995      | MIN       | 1         | 16   | 16   | 377       | 606       | 62.2      | 4,228       | 7.0              | 33   | 14   | 38     | 277           | 91.5          | 33        | 82          | 2.5              | 0    | 13            | 4          |
| 1996      | MIN       | 1         | 8    | 8    | 134       | 247       | 54.3      | 1,610       | 6.5              | 7    | 9    | 19     | 122           | 68.7          | 9         | 6           | 0.7              | 0    | 7             | 4          |
| 1997      | SEA       | 1         | 15   | 14   | 313       | 528       | 59.3      | 3,678       | 7.0              | 25   | 16   | 30     | 192           | 83.7          | 17        | 40          | 2.4              | 1    | 7             | 3          |
| 1998      | SEA       | 1         | 10   | 10   | 145       | 258       | 56.2      | 1,632       | 6.3              | 11   | 8    | 22     | 140           | 76.6          | 16        | 10          | 0.6              | 0    | 8             | 4          |
| 1999      | KC        | 1         | 1    | 0    | 1         | 3         | 33.3      | 20          | 6.7              | 0    | 0    | 0      | 0             | 57.6          | 0         | 0           | 0                | 0    | 0             | 0          |
| 2000      | KC        | 1         | 2    | 1    | 15        | 34        | 44.1      | 208         | 6.1              | 1    | 1    | 5      | 46            | 61.9          | 2         | 2           | 1.0              | 0    | 1             | 0          |
| CFL：6年  | CFL：6年  | CFL：6年  | 94   | --   | 1,369     | 2,382     | 57.5      | 21,228      | 8.9              | 144  | 77   | --     | --            | 93.8          | 340       | 1,706       | 5.0              | 14   | --            | --         |
| NFL：17年 | NFL：17年 | NFL：17年 | 208  | 203  | 3,988     | 6,823     | 58.4      | 49,325      | 7.2              | 291  | 233  | 458    | 3,415         | 80.9          | 543       | 1,736       | 3.2              | 22   | 76            | 25         |

- 太字はNFLでの自身最高記録
- ■はNFL最優秀攻撃選手賞受賞年
- ■はリーグ最高記録

#### ポストシーズン
| 年度 | チーム | 試合 | 試合 | パス      | パス      | パス      | パス        | パス             | パス | パス            | パス   | パス          | パス          | ラン      | ラン        | ラン             | ラン | ファンブル    | ファンブル |
| 年度 | チーム | 出場 | 先発 | 成功 回数 | 試投 回数 | 成功 確率 | 獲得 ヤード | 平均 獲得 ヤード | TD   | インター セプト | サック | サック ヤード | レイテ ィング | 試行 回数 | 獲得 ヤード | 平均 獲得 ヤード | TD   | ファン ブル数 | ロスト     |
| ---- | ------ | ---- | ---- | --------- | --------- | --------- | ----------- | ---------------- | ---- | --------------- | ------ | ------------- | ------------- | --------- | ----------- | ---------------- | ---- | ------------- | ---------- |
| 1987 | HOU    | 2    | 0    | 45        | 75        | 60.0      | 537         | 7.2              | 2    | 3               | 2      | 14            | 74.1          | 9         | 13          | 1.4              | 0    | 0             | 0          |
| 1988 | HOU    | 2    | 0    | 33        | 59        | 55.9      | 453         | 7.7              | 1    | 4               | 3      | 22            | 58.1          | 11        | 27          | 2.5              | 0    | 0             | 0          |
| 1989 | HOU    | 1    | 0    | 29        | 48        | 60.4      | 315         | 6.6              | 2    | 0               | 0      | 0             | 93.7          | 3         | 12          | 4.0              | 0    | 0             | 0          |
| 1991 | HOU    | 2    | 2    | 55        | 76        | 72.4      | 596         | 7.8              | 5    | 2               | 4      | 39            | 106.0         | 5         | 24          | 4.8              | 0    | 3             | 1          |
| 1992 | HOU    | 1    | 1    | 36        | 50        | 72.0      | 371         | 7.4              | 4    | 2               | 4      | 24            | 103.0         | 2         | 7           | 3.5              | 0    | 1             | 0          |
| 1993 | HOU    | 1    | 1    | 32        | 43        | 74.4      | 306         | 7.1              | 1    | 1               | 9      | 68            | 91.8          | 3         | 22          | 7.3              | 0    | 5             | 2          |
| 1994 | MIN    | 1    | 1    | 29        | 52        | 55.8      | 292         | 5.6              | 2    | 2               | 2      | 11            | 68.8          | 2         | 9           | 4.5              | 0    | 1             | 0          |
| 計   | 計     | 10   | 10   | 259       | 403       | 64.3      | 2,870       | 7.1              | 17   | 14              | 24     | 178           | 84.9          | 35        | 114         | 3.3              | 0    | 10            | 3          |

### フランチャイズ記録
ムーンは現在でも、オイラーズ〜タイタンズのフランチャイズ史上最高の選手の一人と言える。2019年オフの時点で、以下のようなタイタンズのフランチャイズ記録を、少なくとも37個保持している。
- 最多パス成功数（キャリア）：2,632[37]
- 最多パス成功数（シーズン）：404回（1991年）
- 最多パス成功数(一試合): 41（1991年11月10日 vs DAL）
- 最多パス成功数（プレーオフキャリア）：230
- 最多パス成功数（プレーオフ一試合）: 36（1993年1月3日 vs BUF)
- 最多パス成功数（ルーキーシーズン）：259（1984年）[38]
- 最多パス試投回数（キャリア）：4,546回[37]
- 最多パス試投回数（シーズン）：655回（1991年）
- 最多パス試投回数（プレーオフキャリア）: 351回
- 最多パス試投回数（プレーオフ一試合）: 50（1993年1月3日 vs BUF）
- 最多パス試投回数（ルーキーシーズン）：450回（1984年）[38]
- 最多パス獲得ヤード（キャリア）：33,685[37]
- 最多パス獲得ヤード（シーズン）：4,690（1991年）
- 最多パス獲得ヤード（一試合）: 527（1990年12月16日 vs KC）
- 最多パス獲得ヤード（プレーオフキャリア）：2,578
- 最多パス獲得ヤード（プレーオフ一試合）: 371（1993年1月3日 vs BUF）
- 最多パス獲得ヤード（ルーキーシーズン）：3,338（1984年）[38]
- 最多パスTD数（キャリア）：196[37]
- 最多パスTD数（プレーオフキャリア）：15
- 最多パスTD数（プレーオフシーズン）：5回（1991年）
- 最多パスTD数（プレーオフ一試合）: 4（1993年1月3日 vs BUF）
- 一試合あたりの最多パス平均獲得ヤード（キャリア）：238.9[37]
- 一試合あたりの最多パス平均獲得ヤード（シーズン）：312.6（1990年）
- 一試合あたりの最多パス平均獲得ヤード（プレーオフキャリア）: 286.4
- 一試合あたりの最多パス平均獲得ヤード（プレーオフシーズン）: 371 (1992年)
- 300ヤード以上のパスゲームの最多記録(キャリア): 42
- 300ヤード以上のパスゲームの最多記録（シーズン）: 9 (1990年)
- 300ヤード以上のパスゲームの最多記録（プレーオフ）: 4
- 300ヤード以上のパスゲームの最多記録（ルーキーシーズン）: 4
- パスヤード数が4,000ヤード以上のシーズンの最多記録: 2
- 最多インターセプト数（プレーオフキャリア）: 12
- 最多被サック数（キャリア）：315
- 最多被サック数（シーズン）：47（1984年）
- 最多被サック数（一試合）：12（1985年09月29日 vs DAL)
- 最多被サック数（プレーオフキャリア）：22
- 最多被サック数（プレーオフゲーム）：9（1994年1月16日 vs KC）
- 最多被サック数（ルーキーシーズン）：47（1984年）

### 受賞
- プロボウル出場：9回（1988年、1989年、1990年、1991年、1992年、1993年、1994年、1995年、1997年）
- オールプロ出場：1回（1990年）
- グレイ・カップ優勝：5回（66回、67回、68回、69回、70回）
- 2001年 エスキモーズ・ウォール・オブ・フェイム入り
- 1990年 ＮＥＡ ＮＦＬ ＭＶＰ
- 1990年 NFL最優秀攻撃選手
- 1990年 UPI AFL-AFCプレーヤーオブザイヤー
- 1989年 マン・オブ・ザ・イヤー
- 1997年 プロボウルMVP
- 1982年 グレイカップMVP
- 1980年 グレイカップMVP
- 1983年 CFL 最優秀選手
- 1983年 ジェフ・ニックリン・メモリアル・トロフィー
- 1978年 ローズボウルMVP
- 1977年 パックエイト年間最優秀選手
- オイラーズ/タイタンズ キャリアパスヤードリーダー 32,685
- テネシー・タイタンズ 背番号1 永久欠番
- プロフットボール殿堂入り
- ワシントン大学リング・オブ・オナー（2013年就任メンバー）[39]